# روبرت غوف
روبرت غوف (بالإنجليزية: Robert Goff)‏ هو لاعب كرة قدم أمريكية أمريكي، ولد في 2 أكتوبر 1965 في روتشستر في الولايات المتحدة.

## وصلات خارجية
- روبرت غوف على موقع مرجع كرة القدم المحترفة.كوم (الإنجليزية)